# Laphystia francoisi
Laphystia francoisi är en tvåvingeart som beskrevs av Emile Janssens 1966. Laphystia francoisi ingår i släktet Laphystia och familjen rovflugor. Inga underarter finns listade i Catalogue of Life.